# La Rivière-de-Corps
La Rivière-de-Corps település Franciaországban, Aube megyében. Lakosainak száma 3681 fő (2022. január 1.). La Rivière-de-Corps Saint-André-les-Vergers, Saint-Germain, Sainte-Savine és Torvilliers községekkel határos.

## Népesség
A település népességének változása:
| Lakosok száma | 946  | 1823 | 2631 | 2954 | 3090 | 3199 | 3396 | 3591 | 3621 | 3681 |
|               | 1968 | 1982 | 1990 | 2006 | 2013 | 2015 | 2017 | 2019 | 2020 | 2022 |